# Sandhof (Insingen)
Sandhof ist ein Gemeindeteil der Gemeinde Insingen im Landkreis Ansbach (Mittelfranken, Bayern). Sandhof liegt in der Gemarkung Insingen.

## Geographie
Die Einöde liegt am Fuße des Sendenbergs (443 m ü. NHN) und des Sonnenbergs (435 m ü. NHN), die sich beide westlich der Ortschaft erheben. 0,5 km südlich fließt der Leidenberger Graben, der eine Reihe von Weihern speist und bei Unteroestheim als linker Zufluss in den Östheimer Mühlbach mündet. Es führen zwei Anliegerwege jeweils zu einer Gemeindeverbindungsstraße (0,4 km südwestlich bzw. 0,6 km östlich), die nach östlich Unteroestheim bzw. westlich zur Staatsstraße 2419 führt.

## Geschichte
Im Geographischen Lexikon von 1802 wird der Ort folgendermaßen beschrieben: „Sandhof, bey Oestheim, ein auf Reichsstadt Rothenburgischem Gebiete gelegener Hof von zwey Haushaltungen, von welchen die Gült, Steuer, Lehen und Vogtbarkeit dem Kloster Sulz zusteht, von welchem aber seit der Preußischen Aemterorganisation vor wenigen Jahren diese Zuständigkeiten ins Kameralamt zu Insingen [Sp. 38] verwiesen worden sind, in welchem Orte Sandhof auch eingepfarrt ist.“
Mit dem Gemeindeedikt (frühes 19. Jahrhundert) wurde der Ort dem Steuerdistrikt Gailnau und der Ruralgemeinde Insingen zugewiesen.

### Baudenkmal
- Sandhof 2: Ehemaliger Gutshof von Kloster Sulz, eingeschossiges Wohnstallhaus, Putzgliederungen, 1832.[7]

### Einwohnerentwicklung
| Jahr      | 001818 | 001840 | 001861 | 001871 | 001885 | 001900 | 001925 | 001950 | 001961 | 001970 | 001987 |
| Einwohner | 19     | 22     | 18     | 21     | 19     | 18     | 18     | 13     | 10     | 7      | 7      |
| Häuser    | 3      | 3      |        |        | 2      | 3      | 2      | 2      | 2      |        | 2      |
| Quelle    | [ 9 ]  | [ 10 ] | [ 11 ] | [ 12 ] | [ 13 ] | [ 14 ] | [ 15 ] | [ 16 ] | [ 17 ] | [ 18 ] | [ 1 ]  |

## Religion
Der Ort ist seit der Reformation evangelisch-lutherisch geprägt und bis heute nach St. Ulrich und Sebastian (Insingen) gepfarrt. Die Einwohner römisch-katholischer Konfession sind nach St. Laurentius (Bellershausen) gepfarrt.